# Distribuidor La Bandera
El Distribuidor La Bandera es el nombre que recibe un distribuidor vial localizado en el Municipio Libertador al oeste del Distrito Metropolitano de Caracas, al centro norte del país sudamericano de Venezuela.

## Descripción
Se trata de un distribuidor vial localizado entre la Avenida Nueva Granada, la Autopista Valle-Coche y la Avenida Los Ilustres. Fue inaugurado en la década de 1950. Cerca se localiza la estación de Buscaracas Los Ilustres y la Estación del Metrobús de Caracas del mismo nombre.
Destacan en sus alrededores el Paseo Los Procéres, el sector de Santa Mónica, el Sector San Antonio, el Barrio La Bandera, y la Urbanización Los Rosales.
En 2015 como parte de los trabajos de ampliación de la Autopista Valle-Coche (que va desde este distribuidor hasta el Distribuidor El Pulpo) se le agregó un viaducto que pasa por encima de la estructura que hasta ese momento conformaba el distribuidor.
Aledaño al mismo, se encuentra el Terminal de Pasajeros de La Bandera, del cual salen y llegan autobuses de las diferentes rutas interurbanas del centro y occidente del país.